# A Liverpool FC 1897–1898-as szezonja
Második alkalommal vágott neki a bajnoki küzdelmeknek Tom Watson irányításával a Liverpool FC, ezúttal a kilencedik helyen zártak. Az idény legnagyobb arányú győzelme a Stoke City FC 4-0-s legyőzése volt, míg a legnagyobb vereséget – a bajnokságot megnyerő – Sheffield United FC-től elszenvedett, ugyanilyen arányú vereség jelentette. Az átlagnézőszám a bajnokságban 13733 fő volt, az FA Kupát is beleszámítva 13055 fő. A Liverpool által szerzett 48 bajnoki gól 1,60-as gólátlagot jelentett.

## Igazolások
Érkezők:
| Dátum              | Név             | nemzetiség | Honnan              | Ár         |
| ------------------ | --------------- | ---------- | ------------------- | ---------- |
| 1897               | Joe Lumsden     | angol      | Burton Wanderers FC | ismeretlen |
| 1897               | Bobby Marshall  | skót       | Leith Athletic      | ismeretlen |
| 1897               | Daniel Cunliffe | angol      | Oldham County       | ismeretlen |
| 1897. május 2.     | William Walker  | angol      | Leith Athletic      | ismeretlen |
| 1897. november 25. | William Goldie  | skót       | Clyde FC            | ismeretlen |
| 1897. december 5.  | Charlie Wilson  | angol      | Stockport County    | ismeretlen |
| 1897. december 18. | Abraham Hartley | skót       | Everton FC          | ismeretlen |
| 1897. december 24. | Jack Cox        | angol      | Blackpool FC        | ismeretlen |
| 1898               | Bernard Battles | skót       | Dundee FC           | ismeretlen |
| 1898. március      | Hugh Morgan     | skót       | St Mirren FC        | ismeretlen |
| 1898. március 30.  | Tom Robertson   | skót       | Hearts FC           | 350 font   |
| 1898. március 30.  | John Walker     | skót       | Hearts FC           | 350 font   |
| 1898. április      | Raby Howell     | angol      | Sheffield United FC | 200 font   |
| 1898. április      | George Allan    | skót       | Celtic FC           | ismeretlen |

Távozók:
| Dátum        | Név          | nemzetiség | Hova         | Ár         |
| ------------ | ------------ | ---------- | ------------ | ---------- |
| 1897         | David Hannah | ír         | Dundee FC    | ingyen     |
| 1897         | Bill Michael | skót       | Hearts FC    | ismeretlen |
| 1897. május  | George Allan | skót       | Celtic FC    | ismeretlen |
| 1897. június | John McLean  | skót       | Grimsby Town | ismeretlen |

## Division 1

### Mérkőzések
| 1897. szeptember 4. |

| Stoke City FC | 2-2 | Liverpool FC                    |
| ------------- | --- | ------------------------------- |
| ?             |     | William Walker 55' Frank Becton |

| Victoria Ground, Stoke (Anglia) Nézőszám: 5500 |

Felállás: 1  	 Harry Storer
2 	 Archie Goldie
3 	 Billy Dunlop
4 	 John McCartney
5 	 Joe McQue
6 	 Thomas Cleghorn
7 	 Bobby Marshall
8 	 William Walker
9 	 Daniel Cunliffe
10 	 Frank Becton
11 	 Thomas Bradshaw
| 1897. szeptember 11. |

| Liverpool FC | 0-0 | Preston North End FC |
| ------------ | --- | -------------------- |
|              |     |                      |

| Anfield Stadion, Liverpool (Anglia) Nézőszám: 20000 |

Felállás: 1  	 Harry Storer
2 	 Archie Goldie
3 	 Tom Wilkie
4 	 John McCartney
5 	 Joe McQue
6 	 Thomas Cleghorn
7 	 Bobby Marshall
8 	 William Walker
9 	 Patrick Finnerhan
10 	 Frank Becton
11 	 Thomas Bradshaw
| 1897. szeptember 18. |

| The Wednesday | 4-2 | Liverpool FC                    |
| ------------- | --- | ------------------------------- |
| ?             |     | 47' Frank Becton William Walker |

| Olive Grove, Sheffield (Anglia) Nézőszám: 8000 |

Felállás: 1  	 Harry Storer
2 	 Archie Goldie
3 	 Tom Wilkie
4 	 John McCartney
5 	 Joe McQue
6 	 Thomas Cleghorn
7 	 Bobby Marshall
8 	 William Walker
9 	 Daniel Cunliffe
10 	 Frank Becton
11 	 Thomas Bradshaw
| 1897. szeptember 25. |

| Liverpool FC                                   | 3-1 | Everton FC |
| ---------------------------------------------- | --- | ---------- |
| Daniel Cunliffe 30' Joe McQue 33' Frank Becton |     | ?          |

| Anfield Stadion, Liverpool (Anglia) Nézőszám: 30000 |

Felállás: 1  	 Harry Storer
2 	 Archie Goldie
3 	 Tom Wilkie
4 	 John McCartney
5 	 Joe McQue
6 	 Thomas Cleghorn
7 	 Bobby Marshall
8 	 William Walker
9 	 Daniel Cunliffe
10 	 Frank Becton
11 	 Thomas Bradshaw
| 1897. október 2. |

| Preston North End FC | 1-1 | Liverpool FC        |
| -------------------- | --- | ------------------- |
| ?                    |     | 42' Thomas Bradshaw |

| Deepdale, Preston (Anglia) Nézőszám: 8000 |

Felállás: 1  	 Harry Storer
2 	 Archie Goldie
3 	 Tom Wilkie
4 	 John McCartney
5 	 James Holmes
6 	 Thomas Cleghorn
7 	 Bobby Marshall
8 	 William Walker
9 	 Daniel Cunliffe
10 	 Frank Becton
11 	 Thomas Bradshaw
| 1897. október 9. |

| Liverpool FC                                 | 4-0 | Stoke City FC |
| -------------------------------------------- | --- | ------------- |
| Frank Becton Thomas Bradshaw Daniel Cunliffe |     |               |

| Anfield Stadion, Liverpool (Anglia) Nézőszám: 12000 |

Felállás: 1  	 Harry Storer
2 	 Archie Goldie
3 	 Tom Wilkie
4 	 John McCartney
5 	 James Holmes
6 	 Thomas Cleghorn
7 	 Bobby Marshall
8 	 William Walker
9 	 Daniel Cunliffe
10 	 Frank Becton
11 	 Thomas Bradshaw
| 1897. október 16. |

| Everton FC | 3-0 | Liverpool FC |
| ---------- | --- | ------------ |
| ?          |     |              |

| Goodison Park, Liverpool (Anglia) Nézőszám: 40000 |

Felállás: 1  	 Harry Storer
2 	 Archie Goldie
3 	 Tom Wilkie
4 	 John McCartney
5 	 James Holmes
6 	 Thomas Cleghorn
7 	 Bobby Marshall
8 	 William Walker
9 	 Daniel Cunliffe
10 	 Frank Becton
11 	 Thomas Bradshaw
| 1897. október 23. |

| Liverpool FC                                     | 4-2 | Derby County FC |
| ------------------------------------------------ | --- | --------------- |
| Bobby Marshall Joe McQue 40' Daniel Cunliffe 45' |     | ?               |

| Anfield Stadion, Liverpool (Anglia) Nézőszám: 12000 |

Felállás: 1  	 Harry Storer
2 	 Archie Goldie
3 	 Tom Wilkie
4 	 John McCartney
5 	 Joe McQue
6 	 Thomas Cleghorn
7 	 Bobby Marshall
8 	 William Walker
9 	 Daniel Cunliffe
10 	 Andrew McCowie
11 	 Thomas Bradshaw
| 1897. október 30. |

| Aston Villa FC | 3-1 | Liverpool FC    |
| -------------- | --- | --------------- |
| ?              |     | Thomas Bradshaw |

| Villa Park, Birmingham (Anglia) Nézőszám: 25000 |

Felállás: 1  	 Harry Storer
2 	 Matt McQueen
3 	 Tom Wilkie
4 	 John McCartney
5 	 James Holmes
6 	 Thomas Cleghorn
7 	 Bobby Marshall
8 	 William Walker
9 	 Daniel Cunliffe
10 	 Andrew McCowie
11 	 Thomas Bradshaw
| 1897. november 6. |

| Liverpool FC    | 1-2 | Nottingham Forest FC |
| --------------- | --- | -------------------- |
| Daniel Cunliffe |     | ?                    |

| Anfield Stadion, Liverpool (Anglia) Nézőszám: 10000 |

Felállás: 1  	 Harry Storer
2 	 Matt McQueen
3 	 Tom Wilkie
4 	 John McCartney
5 	 James Holmes
6 	 Thomas Cleghorn
7 	 Bobby Marshall
8 	 William Walker
9 	 Daniel Cunliffe
10 	 Andrew McCowie
11 	 Thomas Bradshaw
| 1897. november 13. |

| West Bromwich Albion FC | 2-1 | Liverpool FC     |
| ----------------------- | --- | ---------------- |
| ?                       |     | 35' Frank Becton |

| Stoney Lane, Birmingham (Anglia) Nézőszám: 10000 |

Felállás: 1  	 Harry Storer
2 	 Archie Goldie
3 	 Tom Wilkie
4 	 John McCartney
5 	 James Holmes
6 	 Thomas Cleghorn
7 	 Bobby Marshall
8 	 Fred Geary
9 	 Patrick Finnerhan
10 	 Frank Becton
11 	 Thomas Bradshaw
| 1897. november 20. |

| Liverpool FC          | 1-0   | Wolverhampton Wanderers FC |
| --------------------- | ----- | -------------------------- |
| Patrick Finnerhan 89' | (0-0) |                            |

| Anfield Stadion, Liverpool (Anglia) Nézőszám: 12000 |

Felállás: 1  	 Harry Storer
2 	 Archie Goldie
3 	 Billy Dunlop
4 	 John McCartney
5 	 James Holmes
6 	 Thomas Cleghorn
7 	 Bobby Marshall
8 	 Fred Geary
9 	 Patrick Finnerhan
10 	 Frank Becton
11 	 Thomas Bradshaw
| 1897. november 27. |

| Nottingham Forest FC | 2-3 | Liverpool FC                  |
| -------------------- | --- | ----------------------------- |
| ?                    |     | 5' Andrew McCowie Joe Lumsden |

| City Ground, Nottingham (Anglia) Nézőszám: 8000 |

Felállás: 1  	 Harry Storer
2 	 Archie Goldie
3 	 Billy Dunlop
4 	 John McCartney
5 	 James Holmes
6 	 Thomas Cleghorn
7 	 Bobby Marshall
8 	 Andrew McCowie
9 	 Joe Lumsden
10 	 Frank Becton
11 	 Thomas Bradshaw
| 1897. december 11. |

| Wolverhampton Wanderers FC | 2-1 | Liverpool FC    |
| -------------------------- | --- | --------------- |
| ?                          |     | Thomas Bradshaw |

| Molineux, Wolverhampton (Anglia) Nézőszám: 8000 |

Felállás: 1  	 Harry Storer
2 	 Archie Goldie
3 	 Billy Dunlop
4 	 John McCartney
5 	 Joe McQue
6 	 Thomas Cleghorn
7 	 Bobby Marshall
8 	 Andrew McCowie
9 	 Joe Lumsden
10 	 Daniel Cunliffe
11 	 Thomas Bradshaw
| 1897. december 18. |

| Liverpool FC | 0-1 | Blackburn Rovers FC |
| ------------ | --- | ------------------- |
|              |     | ?                   |

| Anfield Stadion, Liverpool (Anglia) Nézőszám: 5000 |

Felállás: 1  	 Harry Storer
2 	 Archie Goldie
3 	 Billy Dunlop
4 	 John McCartney
5 	 Joe McQue
6 	 Thomas Cleghorn
7 	 Bobby Marshall
8 	 Andrew McCowie
9 	 Daniel Cunliffe
10 	 Frank Becton
11 	 Thomas Bradshaw
| 1897. december 25. |

| Bolton Wanderers FC | 0-2 | Liverpool FC                   |
| ------------------- | --- | ------------------------------ |
|                     |     | Daniel Cunliffe Andrew McCowie |

| Burnden Park, Bolton (Anglia) Nézőszám: 8000 |

Felállás: 1  	 Harry Storer
2 	 Archie Goldie
3 	 Billy Dunlop
4 	 John McCartney
5 	 Joe McQue
6 	 Thomas Cleghorn
7 	 Bobby Marshall
8 	 Andrew McCowie
9 	 Daniel Cunliffe
10 	 Joe Lumsden
11 	 Abraham Hartley
| 1897. december 27. |

| Liverpool FC | 0-2 | Sunderland AFC              |
| ------------ | --- | --------------------------- |
|              |     | ? ' (öngól) Thomas Cleghorn |

| Anfield Stadion, Liverpool (Anglia) Nézőszám: 30000 |

Felállás: 1  	 Harry Storer
2 	 Archie Goldie
3 	 Billy Dunlop
4 	 John McCartney
5 	 Joe McQue
6 	 Thomas Cleghorn
7 	 Fred Geary
8 	 Joe Lumsden
9 	 Daniel Cunliffe
10 	 Andrew McCowie
11 	 Abraham Hartley
| 1897. december 29. |

| Sheffield United FC | 1-2 | Liverpool FC                   |
| ------------------- | --- | ------------------------------ |
| ?                   |     | Abraham Hartley Andrew McCowie |

| Bramall Lane, Sheffield (Anglia) Nézőszám: 8000 |

Felállás: 1  	 Harry Storer
2 	 Archie Goldie
3 	 Billy Dunlop
4 	 John McCartney
5 	 Joe McQue
6 	 Thomas Cleghorn
7 	 Fred Geary
8 	 Andrew McCowie
9 	 William Walker
10 	 Joe Lumsden
11 	 Abraham Hartley
| 1898. január 1. |

| Liverpool FC       | 1-1 | West Bromwich Albion FC |
| ------------------ | --- | ----------------------- |
| John McCartney 30' |     | ?                       |

| Anfield Stadion, Liverpool (Anglia) Nézőszám: 12000 |

Felállás: 1  	 Harry Storer
2 	 Archie Goldie
3 	 Billy Dunlop
4 	 John McCartney
5 	 Joe McQue
6 	 Thomas Cleghorn
7 	 Fred Geary
8 	 Andrew McCowie
9 	 William Walker
10 	 Joe Lumsden
11 	 Abraham Hartley
| 1898. január 8. |

| Blackburn Rovers FC | 2-1 | Liverpool FC           |
| ------------------- | --- | ---------------------- |
| ?                   |     | ' (öngól) William Ball |

| Ewood Park, Blackburn (Anglia) Nézőszám: 6000 |

Felállás: 1  	 Harry Storer
2 	 Archie Goldie
3 	 Billy Dunlop
4 	 John McCartney
5 	 Joe McQue
6 	 Thomas Cleghorn
7 	 Robert Colvin
8 	 Andrew McCowie
9 	 Daniel Cunliffe
10 	 Abraham Hartley
11 	 Thomas Bradshaw
| 1898. január 22. |

| Sunderland AFC | 1-0 | Liverpool FC |
| -------------- | --- | ------------ |
| ?              |     |              |

| Newcastle Road, Sunderland (Anglia) Nézőszám: 9000 |

Felállás: 1  	 Harry Storer
2 	 Archie Goldie
3 	 Billy Dunlop
4 	 John McCartney
5 	 Joe McQue
6 	 Thomas Cleghorn
7 	 Bobby Marshall
8 	 Andrew McCowie
9 	 Abraham Hartley
10 	 Frank Becton
11 	 Thomas Bradshaw
| 1898. február 5. |

| Liverpool FC | 0-4 | Sheffield United FC |
| ------------ | --- | ------------------- |
|              |     | ?                   |

| Anfield Stadion, Liverpool (Anglia) Nézőszám: 18000 |

Felállás: 1  	 Harry Storer
2 	 Archie Goldie
3 	 Billy Dunlop
4 	 John McCartney
5 	 Joe McQue
6 	 Thomas Cleghorn
7 	 Fred Geary
8 	 Andrew McCowie
9 	 Abraham Hartley
10 	 Frank Becton
11 	 Thomas Bradshaw
| 1898. március 12. |

| Liverpool FC              | 2-0 | Notts County FC |
| ------------------------- | --- | --------------- |
| Frank Becton 10' Jack Cox |     |                 |

| Anfield Stadion, Liverpool (Anglia) Nézőszám: 8000 |

Felállás: 1  	 Harry Storer
2 	 Archie Goldie
3 	 Billy Dunlop
4 	 John McCartney
5 	 James Holmes
6 	 Thomas Cleghorn
7 	 Fred Geary
8 	 Jack Cox
9 	 Patrick Finnerhan
10 	 Frank Becton
11 	 Thomas Bradshaw
| 1898. március 19. |

| Liverpool FC        | 1-1 | Bolton Wanderers FC |
| ------------------- | --- | ------------------- |
| Thomas Bradshaw 15' |     | ?                   |

| Anfield Stadion, Liverpool (Anglia) Nézőszám: 7000 |

Felállás: 1  	 Harry Storer
2 	 Archie Goldie
3 	 Billy Dunlop
4 	 Charlie Wilson
5 	 James Holmes
6 	 Thomas Cleghorn
7 	 Fred Geary
8 	 Jack Cox
9 	 Patrick Finnerhan
10 	 Frank Becton
11 	 Thomas Bradshaw
| 1898. március 26. |

| Bury FC | 0-2 | Liverpool FC                    |
| ------- | --- | ------------------------------- |
|         |     | Frank Becton 70' Andrew McCowie |

| Gigg Lane, Bury (Anglia) Nézőszám: 2000 |

Felállás: 1  	 Harry Storer
2 	 Archie Goldie
3 	 Billy Dunlop
4 	 John McCartney
5 	 James Holmes
6 	 Thomas Cleghorn
7 	 Fred Geary
8 	 Andrew McCowie
9 	 Robert Colvin
10 	 Frank Becton
11 	 Thomas Bradshaw
| 1898. március 31. |

| Liverpool FC                      | 2-2 | Bury FC |
| --------------------------------- | --- | ------- |
| Fred Geary 23' Andrew McCowie 47' |     | ? ?     |

| Anfield Stadion, Liverpool (Anglia) Nézőszám: 3000 |

Felállás: 1  	 Harry Storer
2 	 Archie Goldie
3 	 Billy Dunlop
4 	 Bernard Battles
5 	 James Holmes
6 	 Thomas Cleghorn
7 	 Fred Geary
8 	 Andrew McCowie
9 	 Robert Colvin
10 	 Frank Becton
11 	 Thomas Bradshaw
| 1898. április 2. |

| Notts County FC | 3-2 | Liverpool FC                    |
| --------------- | --- | ------------------------------- |
| ?               |     | Frank Becton 45' Andrew McCowie |

| Trent Bridge, Nottingham (Anglia) Nézőszám: 8000 |

Felállás: 1  	 Harry Storer
2 	 Archie Goldie
3 	 Billy Dunlop
4 	 John McCartney
5 	 Thomas Cleghorn
6 	 William Goldie
7 	 Fred Geary
8 	 Andrew McCowie
9 	 Hugh Morgan
10 	 Frank Becton
11 	 Thomas Bradshaw
| 1898. április 11. |

| Liverpool FC                               | 4-0 | The Wednesday |
| ------------------------------------------ | --- | ------------- |
| Hugh Morgan 30' Tom Robertson Frank Becton |     |               |

| Anfield Stadion, Liverpool (Anglia) Nézőszám: 7000 |

Felállás: 1  	 Harry Storer
2 	 Archie Goldie
3 	 Billy Dunlop
4 	 John McCartney
5 	 Thomas Cleghorn
6 	 William Goldie
7 	 John Walker
8 	 Andrew McCowie
9 	 Hugh Morgan
10 	 Frank Becton
11 	 Tom Robertson
| 1898. április 12. |

| Derby County FC | 3-1 | Liverpool FC    |
| --------------- | --- | --------------- |
| ?               |     | 35' John Walker |

| Baseball Ground, Derby (Anglia) Nézőszám: 3500 |

Felállás: 1  	 Harry Storer
2 	 Archie Goldie
3 	 Billy Dunlop
4 	 John McCartney
5 	 Thomas Cleghorn
6 	 William Goldie
7 	 John Walker
8 	 Andrew McCowie
9 	 Hugh Morgan
10 	 Frank Becton
11 	 Tom Robertson
| 1898. április 16. |

| Liverpool FC                                               | 4-0 | Aston Villa FC |
| ---------------------------------------------------------- | --- | -------------- |
| Tom Robertson 15' Hugh Morgan 44' John Walker Frank Becton |     |                |

| Anfield Stadion, Liverpool (Anglia) Nézőszám: 20000 |

Felállás: 1  	 Harry Storer
2 	 Archie Goldie
3 	 Billy Dunlop
4 	 Raby Howell
5 	 Thomas Cleghorn
6 	 William Goldie
7 	 John Walker
8 	 Andrew McCowie
9 	 Hugh Morgan
10 	 Frank Becton
11 	 Tom Robertson

## FA Kupa
Első forduló:
| 1898. január 29. |

| Liverpool FC           | 2-0 | Hucknall St Johns |
| ---------------------- | --- | ----------------- |
| Frank Becton Joe McQue |     |                   |

| Anfield Stadion, Liverpool (Anglia) Nézőszám: 8000 |

Felállás: 1  	 Harry Storer
2 	 Archie Goldie
3 	 Billy Dunlop
4 	 John McCartney
5 	 Joe McQue
6 	 Thomas Cleghorn
7 	 Bobby Marshall
8 	 Andrew McCowie
9 	 Abraham Hartley
10 	 Frank Becton
11 	 Thomas Bradshaw
Második forduló:
| 1898. február 12. |

| Newton Heath | 0-0 | Liverpool FC |
| ------------ | --- | ------------ |
|              |     |              |

| Bank Street, Manchester (Anglia) Nézőszám: 12000 |

Felállás: 1  	 Harry Storer
2 	 Archie Goldie
3 	 Billy Dunlop
4 	 John McCartney
5 	 Joe McQue
6 	 Thomas Cleghorn
7 	 Daniel Cunliffe
8 	 Andrew McCowie
9 	 Abraham Hartley
10 	 Frank Becton
11 	 Joe Lumsden
Második forduló (megismételt mérkőzés):
| 1898. február 16. |

| Liverpool FC                   | 2-1 | Newton Heath |
| ------------------------------ | --- | ------------ |
| Tom Wilkie Daniel Cunliffe 85' |     | ?            |

| Anfield Stadion, Liverpool (Anglia) Nézőszám: 6000 |

Felállás: 1  	 Harry Storer
2 	 Tom Wilkie
3 	 Billy Dunlop
4 	 John McCartney
5 	 Joe McQue
6 	 Thomas Cleghorn
7 	 Daniel Cunliffe
8 	 Patrick Finnerhan
9 	 Abraham Hartley
10 	 Frank Becton
11 	 Joe Lumsden
Harmadik forduló:
| 1898. február 26. |

| Derby County FC | 1-1 | Liverpool FC    |
| --------------- | --- | --------------- |
| ?               |     | Thomas Bradshaw |

| Baseball Ground, Derby (Anglia) Nézőszám: 12699 |

Felállás: 1  	 Harry Storer
2 	 Archie Goldie
3 	 Billy Dunlop
4 	 John McCartney
5 	 Joe McQue
6 	 Thomas Cleghorn
7 	 Daniel Cunliffe
8 	 Patrick Finnerhan
9 	 Abraham Hartley
10 	 Frank Becton
11 	 Thomas Bradshaw
Harmadik forduló (megismételt mérkőzés):
| 1898. március 2. |

| Liverpool FC             | 1-5 | Derby County FC |
| ------------------------ | --- | --------------- |
| Frank Becton 44' (11-es) |     | ?               |

| Anfield Stadion, Liverpool (Anglia) Nézőszám: 15000 |

Felállás: 1  	 Harry Storer
2 	 Archie Goldie
3 	 Billy Dunlop
4 	 John McCartney
5 	 Joe McQue
6 	 Thomas Cleghorn
7 	 Daniel Cunliffe
8 	 Patrick Finnerhan
9 	 Abraham Hartley
10 	 Frank Becton
11 	 Thomas Bradshaw
A Liverpool FC kiesett az FA Kupából.

## Statisztikák

### Pályára lépések
Összesen 28 játékos lépett pályára a Liverpoolban tétmérkőzésen.
| Név               | Bajnokság | FA Kupa | Összesen |
| ----------------- | --------- | ------- | -------- |
| Thomas Cleghorn   | 30        | 5       | 35       |
| Harry Storer      | 30        | 5       | 35       |
| Archie Goldie     | 28        | 4       | 32       |
| John McCartney    | 27        | 5       | 32       |
| Frank Becton      | 21        | 5       | 26       |
| Thomas Bradshaw   | 23        | 3       | 26       |
| Billy Dunlop      | 20        | 5       | 25       |
| Andrew McCowie    | 19        | 2       | 21       |
| Joe McQue         | 14        | 5       | 19       |
| Daniel Cunliffe   | 14        | 4       | 18       |
| Bobby Marshall    | 17        | 1       | 18       |
| William Walker    | 12        | 0       | 12       |
| Abraham Hartley   | 7         | 5       | 12       |
| James Holmes      | 12        | 0       | 12       |
| Tom Wilkie        | 10        | 1       | 11       |
| Fred Geary        | 11        | 0       | 11       |
| Joe Lumsden       | 6         | 2       | 8        |
| Patrick Finnerhan | 5         | 3       | 8        |
| William Goldie    | 4         | 0       | 4        |
| Hugh Morgan       | 4         | 0       | 4        |
| Tom Robertson     | 3         | 0       | 3        |
| John Walker       | 3         | 0       | 3        |
| Robert Colvin     | 3         | 0       | 3        |
| Jack Cox          | 2         | 0       | 2        |
| Matt McQueen      | 2         | 0       | 2        |
| Raby Howell       | 1         | 0       | 1        |
| Bernard Battles   | 1         | 0       | 1        |
| Charlie Wilson    | 1         | 0       | 1        |

### Gólszerzők
Összesen 17 játékos szerzett gólt a Liverpoolban tétmérkőzésen.
| Név               | Bajnokság | FA Kupa | Összesen |
| ----------------- | --------- | ------- | -------- |
| Frank Becton      | 11        | 2       | 13       |
| Daniel Cunliffe   | 6         | 1       | 7        |
| Thomas Bradshaw   | 5         | 1       | 6        |
| Andrew McCowie    | 6         | 0       | 6        |
| Joe McQue         | 2         | 1       | 3        |
| Hugh Morgan       | 2         | 0       | 2        |
| Tom Robertson     | 2         | 0       | 2        |
| John Walker       | 2         | 0       | 2        |
| William Walker    | 2         | 0       | 2        |
| Joe Lumsden       | 2         | 0       | 2        |
| Bobby Marshall    | 2         | 0       | 2        |
| John McCartney    | 1         | 0       | 1        |
| Jack Cox          | 1         | 0       | 1        |
| Patrick Finnerhan | 1         | 0       | 1        |
| Fred Geary        | 1         | 0       | 1        |
| Abraham Hartley   | 1         | 0       | 1        |
| Tom Wilkie        | 0         | 1       | 1        |

## Egyéb mérkőzések
| Dátum                | Hazai               | Eredmény | Vendég              | Stadion            | Kiírás     |
| -------------------- | ------------------- | -------- | ------------------- | ------------------ | ---------- |
| 1897. szeptember 1.  | Everton FC          | 1-1      | Liverpool FC        | Goodison Park      | barátságos |
| 1897. szeptember 6.  | Liverpool FC        | 4-1      | New Brighton Tower  | Anfield Stadion    | barátságos |
| 1897. szeptember 20. | Liverpool FC        | 3-1      | Bolton Wanderers FC | Anfield Stadion    | barátságos |
| 1897. október 11.    | Bolton Wanderers FC | 4-1      | Liverpool FC        | Burnden Park       | barátságos |
| 1898. január 3.      | Hearts FC           | 3-1      | Liverpool FC        | Tynecastle Stadium | barátságos |
| 1898. január 4.      | St Mirren FC        | 3-1      | Liverpool FC        | St Mirren Park     | barátságos |
| 1898. január 12.     | Wigan County FC     | 4-1      | Liverpool FC        | Springfield Park   | barátságos |
| 1898. január 15.     | Liverpool FC        | 2-5      | Corinthians FC      | Anfield Stadion    | barátságos |
| 1898. február 19.    | Liverpool FC        | 0-2      | Everton FC          | Anfield Stadion    | barátságos |
| 1898. március 5.     | Corinthians FC      | 3-0      | Liverpool FC        | Queens Club        | barátságos |
| 1898. április 8.     | Grimsby Town FC     | 1-3      | Liverpool FC        | Abbey Park         | barátságos |
| 1898. április 20.    | Chester FC          | 3-1      | Liverpool FC        | Old Show Ground    | barátságos |
| 1898. április 23.    | Liverpool FC        | 0-2      | Hearts FC           | Anfield Stadion    | barátságos |
| 1898. április 30.    | Liverpool FC        | 1-0      | Sheffield United FC | Anfield Stadion    | barátságos |